# Pseudoanthidium reticulatum
Pseudoanthidium reticulatum är en biart som först beskrevs av Alexander Mocsáry 1884.
Pseudoanthidium reticulatum ingår i släktet Pseudoanthidium och familjen buksamlarbin. Inga underarter finns listade i Catalogue of Life.